# その日は必ず来る
「その日は必ず来る」（そのひはかならずくる）は、DREAMS COME TRUEが2017年7月25日にリリースした6作目の配信限定シングル。
iTunes Store、moraなどの音楽配信サービスサイトで配信。着うたフルでも配信された。

## 概要
前作「あなたと同じ空の下」からおよそ半月となる2017年第三弾の新曲である。前作同様、配信限定シングルである。また、本作と前作『あなたと同じ空の下』のサブタイトルには「-SINGLE VERSION-」と明記されている。収録アルバム『THE DREAM QUEST』にはアルバムバージョン（「TDQ VERSION」）と本作のバージョン両曲が収録されている。
タイトル曲である『その日は必ず来る』は、ENEOS（JXTGエネルギー株式会社）「エネルギーソング発表篇」CMソングのために書き下ろされた楽曲である。これは、3年後の2020年に開幕される2020年東京オリンピック・パラリンピックへ向け、CMのコンセプトとして「ENERGY for ALL」をテーマに制作された。
なお、本作のジャケットアートワークには、タイアップ先のマスコット・キャラクターである「エネゴリくん」が起用されている。

## 収録曲
1. その日は必ず来る -SINGLE VERSION-
  - 作詞：吉田美和  作曲：吉田美和・中村正人   編曲：中村正人

ENEOS「エネルギーソング発表篇」CMソング